# Chi-oebeopgwon
Chi-oebeopgwon (치외법권?), noto anche con il titolo internazionale Untouchable Lawmen, è un film del 2015 scritto e diretto da Shin Jae-ho.

## Trama
Lee Jung-jin è un poliziotto sudcoreano con alle spalle una lunga carriera negli Stati Uniti, all'interno dell'FBI, e che si ritrova a collaborare con Jo Yoo-min, investigatore dalle grandi potenzialità ma dallo scarso impegno. I due si ritrovano a doversi occupare di un potente capo della malavita, che appare agli occhi di tutti intoccabile.

## Distribuzione
In Corea del Sud la pellicola ha goduto di una distribuzione nazionale a cura della Pancinema, a partire dal 27 agosto 2015.